# Amow Cove
Die Amow Cove ist eine Bucht an der Südküste Südgeorgiens im Südatlantik. Sie liegt auf der Westseite der Einfahrt zum Undine South Harbour.
Das UK Antarctic Place-Names Committee benannte sie 2009. „Amow“ ist ein Akronym für „All My Own Work“ (englisch für so viel wie „Mit meiner eignen Hände Arbeit“). Der britische Polarforscher Duncan Carse (1913–2004) benannte so eine von ihm 1961 am Ufer der Bucht errichtete Schutzhütte, die weniger als vier Monate später durch andauernden Wellenschlag zerstört wurde.